# Sandra Milowanoff
Sandra Milowanoff née Alexandrine Milowanoff le 23 juin 1892 à Saint-Pétersbourg (Empire russe) et morte le 8 mai 1957, à Paris IXe, est une actrice française.

## Biographie
Sandra Milowanoff, fille d'Alexei Milowanoff et de Maria Smirnova, sera toute jeune passionnée de danse classique. Elle entre dans l'univers des petits rats de Saint-Pétersbourg pendant huit ans, et douée pour la danse, elle est engagée dans la troupe de la très célèbre Anna Pavlova. La jeune fille envoûtée par le triomphe et la beauté suscitée par l’interprétation d’Anna dans « La Belle au Bois Dormant » sur une musique de Tchaïkovski, rêve de devenir danseuse étoile.
Après une tournée triomphale dans différentes capitales d’Europe, elle quittera sa Russie natale en 1917 pour fuir la révolution bolchevique. Sa famille se réfugie à Monte-Carlo où Sandra Milowanoff à la recherche de travail trouvera un petit rôle d’actrice de cinéma dans un feuilleton réalisé par René Navarre.
Charmé par sa beauté et son accent le réalisateur Louis Feuillade lui permettra d’exprimer tout son talent de comédienne dans le film Les Deux Gamines aux côtés de l'actrice Blanche Montel.
Devant ce premier succès, Louis Feuillade lui fera tourner le feuilleton Parisette traité en 12 épisodes émouvants.
Henri Fescourt l’engagera dans Les Misérables où elle incarnera les rôles de Fantine et Cosette. La tragédie lui va si bien, qu’elle incarnera immédiatement le rôle de la misérable héroïne du film Pêcheur d'Islande de Jacques de Baroncelli, avec l'acteur Charles Vanel. De succès en succès la carrière de Sandra Milowanoff s'achèvera avec la venue du cinéma parlant.
Elle s’éteint retirée et dans l’anonymat le plus complet, le 8 mai 1957, à Paris (IXe) ; elle est inhumée au cimetière parisien de Pantin.
Veuve du danseur Michel Nikitine, Sandra Milowanoff était l'épouse du maquilleur Joseph Mejinsky au moment de son décès.

## Filmographie
- 1920 : Les Deux Gamines - ciné-roman en 12 épisodes de Louis Feuillade
  - Fleur de Paris
  - La nuit de printemps
  - La fugitive
  - La mort vivante
  - Le lys sous l'orage
  - L'accalmie
  - Celle qu'on attendait plus
  - Parmi les loups
  - Le serment de Ginette
  - Le candidat à la mort
  - La cité des chiffons
  - Le retour
- 1921 : L'Orpheline - ciné-roman en 12 épisodes de Louis Feuillade
  - Malheurs de Némorin
  - Orpheline
  - Le complot
  - L'intruse
  - Délivrance
  - Le traquenard
  - À l'ombre du clocher
  - La conquête d'un héritage
  - Soirs de Paris
  - Chagrin d'amour
  - Le revenant
  - Vers le bonheur
- 1921 : Parisette ciné-roman en 12 épisodes de Louis Feuillade
  - Parisette 1 : Manoela
  - Parisette 2 : Le secret de madame Stéfan
  - Parisette 3 : L’affaire de Neuilly
  - Parisette 4 : L’enquête
  - Parisette 5 : La piste
  - Parisette 6 : Grand-père
  - Parisette 7 : Le faux révérend
  - Parisette 8 : Family house
  - Parisette 9 : L’impasse
  - Parisette 10 : Le triomphe de Cogolin
  - Parisette 11 : La fortune de Joaquim
  - Parisette 12 : Le secret des Costabella
- 1922 : Le Fils du Flibustier ciné-roman en 12 épisodes de Louis Feuillade
  - La Flibuste
  - Le pavillon noir
  - Le vaisseau maudit
  - Maman
  - La noce d'Anaïs
  - La mission d'un fils
  - Le justicier
  - La drogue blanche
  - Le passé
  - Le revenant de Saint-Fons
  - Le maître-chanteur
  - Le testament
- 1922 : Le Sens de la mort de Yakov Protazanov
- 1923 : Le Gamin de Paris de Louis Feuillade
- 1923 : Nêne de Jacques de Baroncelli
- 1923 : La Légende de sœur Béatrix de Jacques de Baroncelli
- 1924 : La Flambée des rêves de Jacques de Baroncelli
- 1924 : Pêcheur d'Islande de Jacques de Baroncelli
- 1924 : Jocaste de Gaston Ravel
- 1925 : Le Fantôme du Moulin-Rouge de René Clair : Yvonne Vincent
- 1925 : Les Misérables d'Henri Fescourt, tourné en 4 époques
  - Prologue et Fantine
  - Cosette
  - Marius
  - L'épopée rue Saint-Denis
- 1926 : Mauprat de Jean Epstein
- 1926 : Les Larmes de Colette de René Barberis
- 1927 : La Proie du vent de René Clair : Hélène
- 1927 : La Comtesse Marie (La condesa Maria) de Benito Perojo
- 1927 : Maquillage (Dahält die welt dem atem an) de Felix Basch
- 1927 : Lèvres closes (Förseglade läppar) de Gustaf Molander
- 1928 : La Veine de René Barberis
- 1928 : La Faute de Monique de Maurice Gleize
- 1929 : La Meilleure Maîtresse de René Hervil
- 1929 : Dans la nuit de Charles Vanel
- 1940 : Après Mein Kampf, mes crimes de Alexandre Ryder
- 1945 : Le jugement dernier de René Chanas
- 1948 : Le comédien de Sacha Guitry
- 1950 : Ils ont vingt ans - film de René Delacroix - rôle : La mère d'Anita